# Eotetranychus arborarius
Eotetranychus arborarius är en spindeldjursart som beskrevs av Meyer 1974. Eotetranychus arborarius ingår i släktet Eotetranychus och familjen Tetranychidae. Inga underarter finns listade i Catalogue of Life.